# 海老原亘
海老原 亘（えびはら わたる、1973年12月12日 - ）は、日本の陸上競技選手。専門はハンマー投。2000年アジア陸上選手権金メダリスト。2001年第3回東アジア大会銅メダリスト。千葉県立天羽高等学校、順天堂大学体育学部卒業。2007年、2008年に成田西中監督として、2012年には、ちはら台南中監督として、全日本中学校陸上競技選手権大会で女子4×100mリレーを優勝へと導いている
現在も教員を続けている

## 来歴
5回転ターンの使い手として知られ、日本人4人目の70mスロワーとなった名選手である。
1996年から東日本実業団選手権5連覇。通算6回優勝。2000年の大会では67m64の大会新記録（当時）を樹立している。1998年、当時日本歴代6位となる67m76をマーク。
1999年には日本人として室伏親子、石田義久に次ぐ70mオーバーを達成した。
2000年、日本選手権で室伏広治に次いで準優勝。実業団・学生対抗大会で当時日本歴代3位（上にいるのは室伏広治と室伏重信）となる72m47を投げ、5回転による日本最高記録を樹立した。全日本実業団でも優勝した。また、インドネシア・ジャカルタで行われたアジア陸上競技選手権において、69m50で優勝している。
2001年、東アジア大会日本代表に選出されハンマー投に出場。3位に食い込み、銅メダルを獲得した。日本選手権でも6年連続2位に入賞。TOTOスーパー陸上では7位入賞を果たした。
2002年、全日本実業団で64m32を投げ優勝。日本選手権では土井宏昭に不覚を取り3位。第42回日本実業団・学生対抗大会では優勝した。
2003年、日本選手権で65m78を投げ4位に入る。
大学卒業後、三英社に所属したが、陸上部の廃止に伴い三英電業に移り一般業務を行いながら順天堂大学OBクラブの所属で大会に出場していた。室伏広治とは因縁浅からぬ仲である。室伏は愛知県出身であるが、海老原の住む千葉県にある成田高等学校に入学。海老原は、室伏の高校1年時の関東大会で室伏に勝って以降、引退するまで一度も室伏に勝てなかった。
その後、現在は中学校の体育教師をしている。